# Скляров, Фёдор Иванович
Фёдор Ива́нович Скля́ров (22 сентября 1910, Чугуев — 8 сентября 1972, Ленинград) — советский шахматист, кандидат в мастера. Медик.

## Биография
Работал главврачом в одной из поликлиник Петроградского района Ленинграда. Кандидат медицинских наук. Был врачом шахматной сборной СССР на олимпиаде 1952 г., а также на межзональном турнире 1952 г.
Принимал участие в нескольких чемпионатах Ленинграда по шахматам. В блокадном турнире 1943 года сумел занять первое место и завоевал чемпионский титул. На следующий год стал вторым, уступив пальму первенства Абраму Моделю. В дальнейшем показывал скромные результаты. Врач сборной СССР на Всемирной шахматной олимпиаде 1952 года. Награжден медалью"За оборону Ленинграда.

## Результаты выступлений
| Год  | Наименование соревнования                | + | −  | = | Результат | Место |
| ---- | ---------------------------------------- | - | -- | - | --------- | ----- |
| 1943 | Ленинград, XVII чемпионат Ленинграда     | 6 | 2  | 0 | 7 из 8    | 1     |
| 1944 | Ленинград, XVIII чемпионат Ленинграда    | 7 | 1  | 1 | 7½ из 9   | 2     |
| 1945 | Ленинград, полуфинал чемпионата СССР     | 4 | 8  | 3 | 5½ из 15  | 14-15 |
| 1945 | Ленинград, XIX чемпионат Ленинграда      | 5 | 12 | 5 | 7½ из 22  | 18    |
| 1946 | Ленинград, XX чемпионат Ленинграда       | 5 | 6  | 6 | 8 из 17   | 10-14 |
| 1947 | Ленинград, четвертьфинал чемпионата СССР | 7 | 4  | 4 | 9 из 15   | 5-6   |
| 1947 | Ленинград, XXI чемпионат Ленинграда      | 3 | 10 | 4 | 5 из 17   | 18    |